# Gagrella pumilio
Gagrella pumilio is een hooiwagen uit de familie Sclerosomatidae.